# Педральба (Валенсія)
Педральба (ісп. Pedralba) — муніципалітет в Іспанії, у складі автономної спільноти Валенсія, у провінції Валенсія. Населення — 2869 осіб (2010).

## Географія
Муніципалітет розташований на відстані близько 270 км на схід від Мадрида, 32 км на північний захід від Валенсії.

## Демографія
Динаміка населення (INE ):

## Галерея зображень

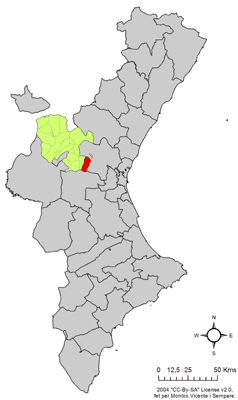
Розташування муніципалітету Педральба у автономній спільноті Валенсія
Розташування муніципалітету Педральба у комарці Лос-Серранос
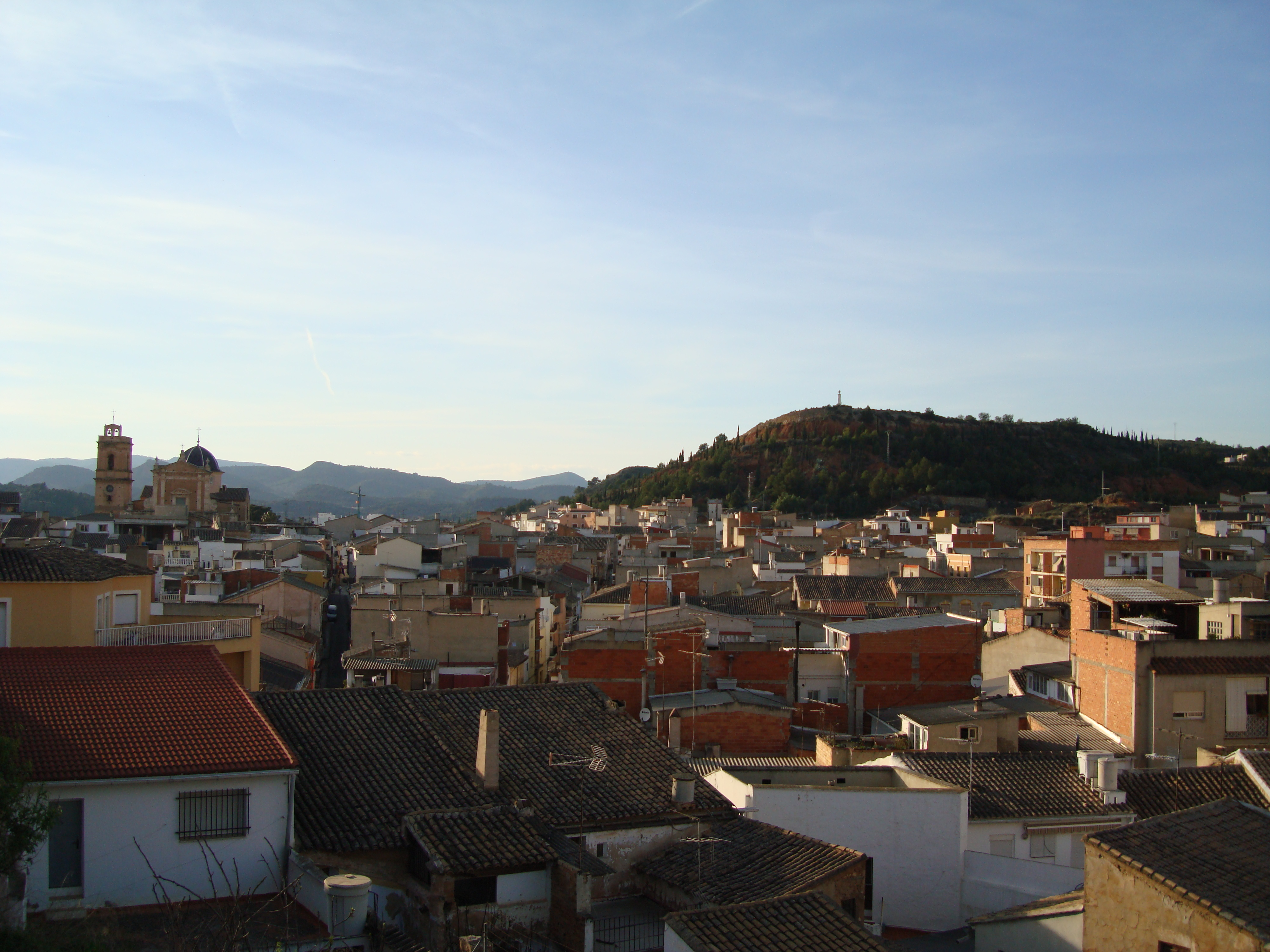
Педральба
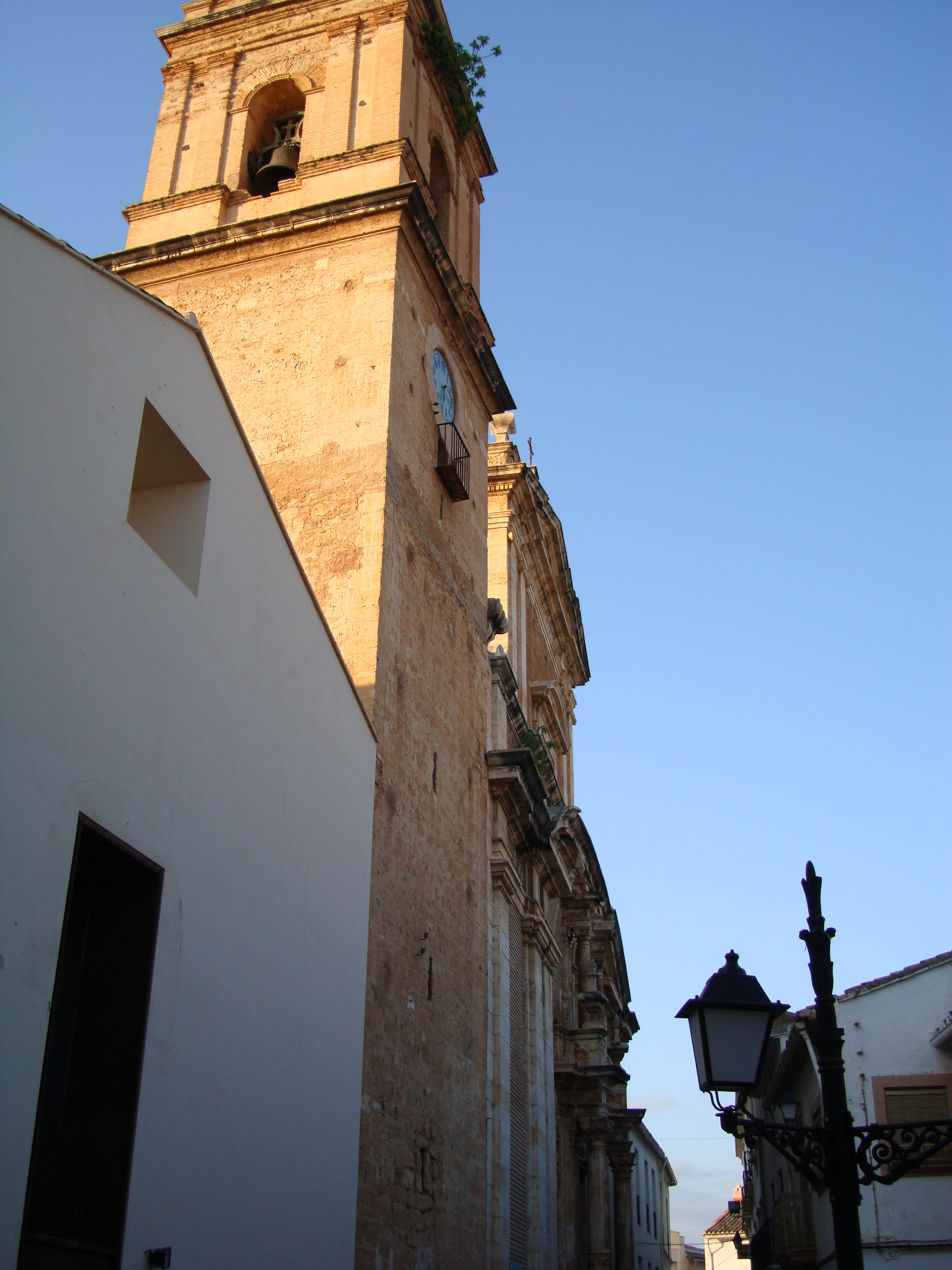
Парафіяльна церква